# Közönséges csőrösmoha
A közönséges csőrösmoha (Eurhynchium hians, szinonimája: Oxyrrhynchium hians ) egy nagyon változatos megjelenésű,  kétlaki lombosmoha faj a Brachytheciaceae családból. Általában élénk sárgászöld színű növény.

## Jellemzői
Ez a növényke egy oldaltermő (pleurokarp) lombosmoha. A növények hajtásai a talajon kúsznak, gyepje laza, a hajtások lapítottak, szabálytalanul elágazó, akár 15 cm hosszú is lehet. A levelek tetőcserépszerűen lehetnek összezáródók, de lazán állók is. A levelek 1 mm hosszúak, háromszög alakúak, fokozatosan hegyesedők, kissé homorúak. Levél szegélye körben fogazott. A levélér erősen fejlett, a levéllemez 3/4-ig ér és tüske formájában kilép a levél fonákán. A levélsejtek keskeny hosszúkásak, 5-8-szor hosszabbak szélességüknél, de a levél sarkaiban négyszögletesek. A spóratok nyele érdes, a tok tojásdad, hosszúkás, kissé hajlott.

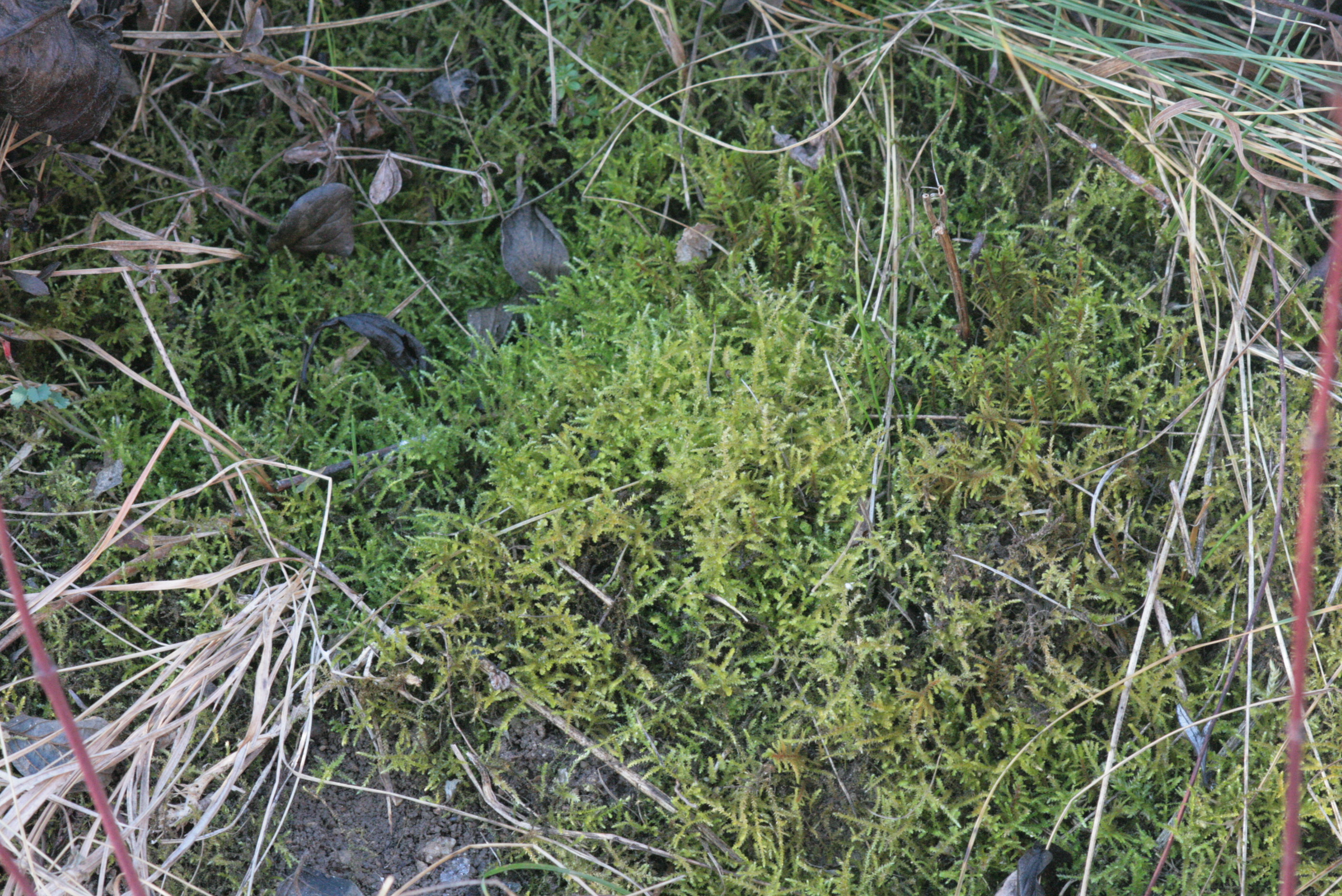
Habituskép
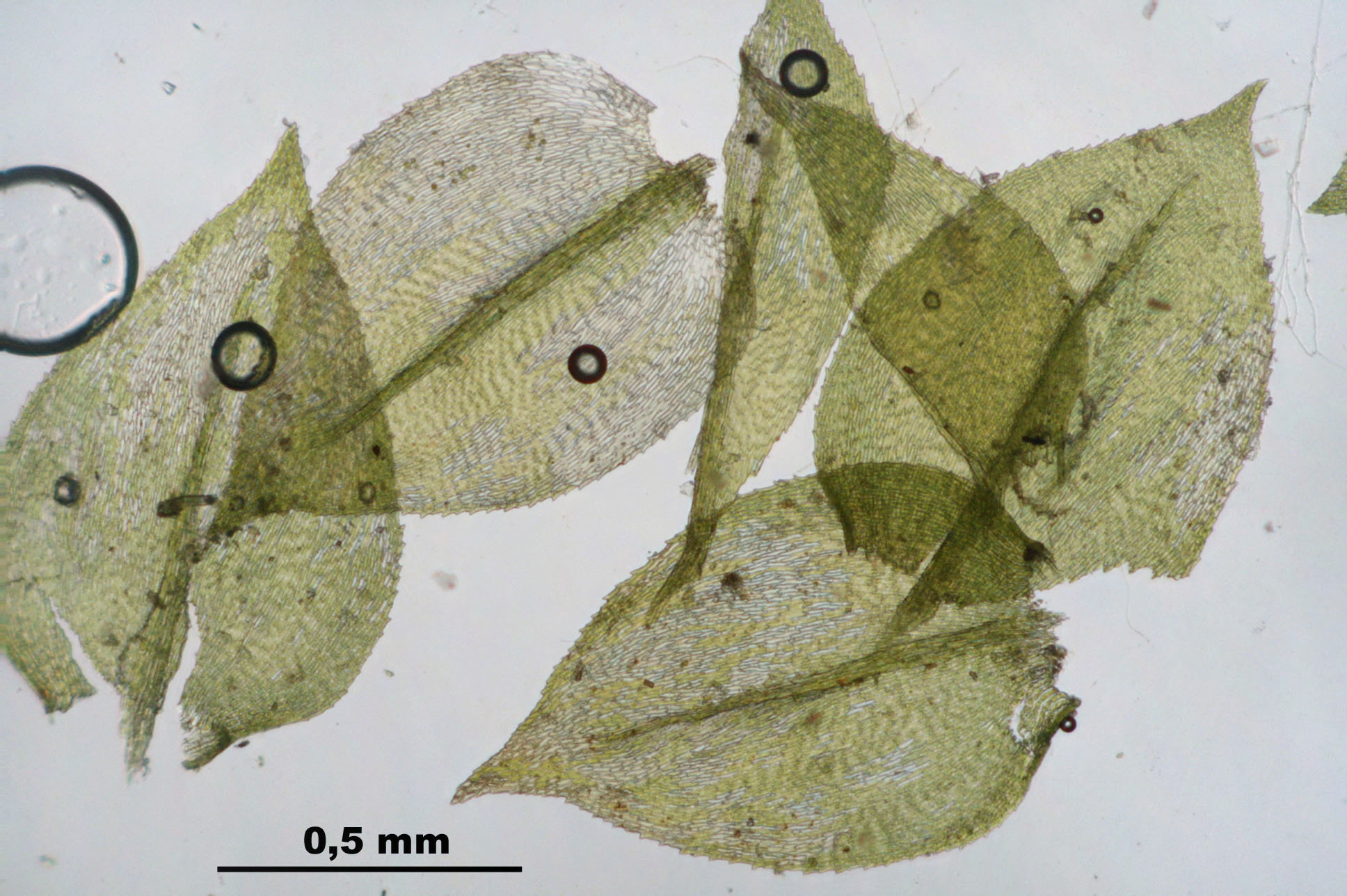
Levél mikroszkópikus képe 40x nagyításban
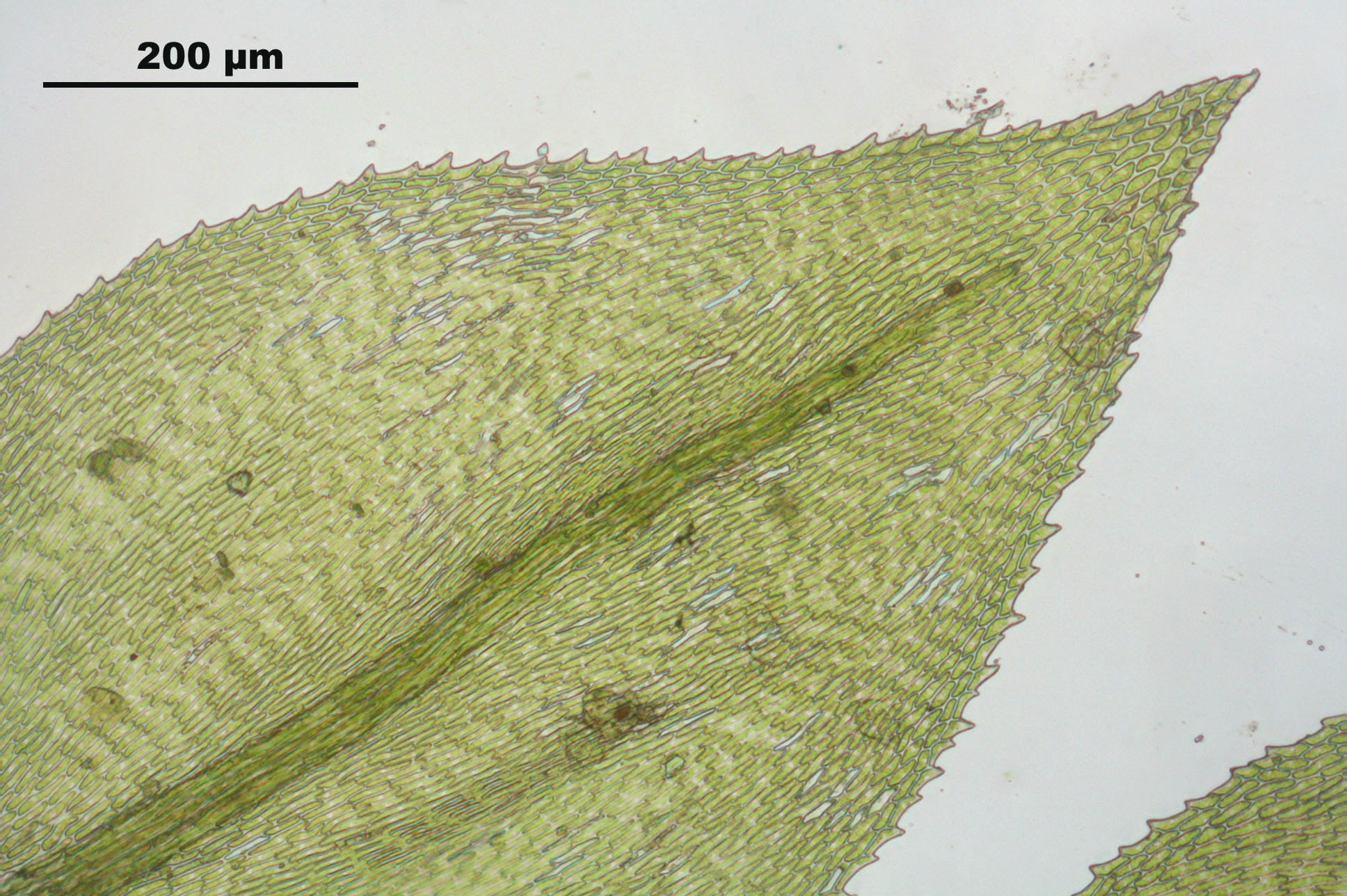
Fogazott levélszél
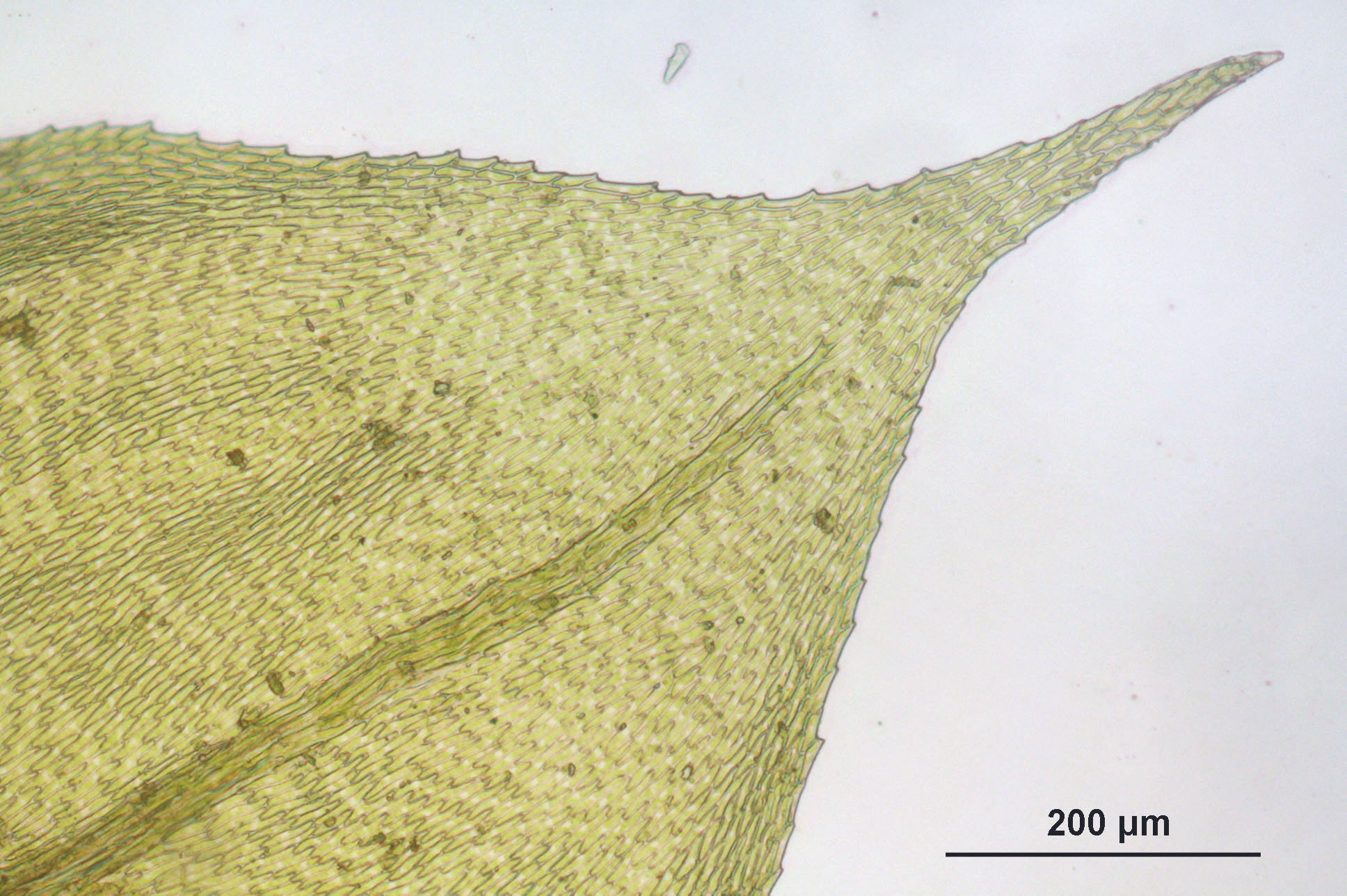
Tüskeszerű levélér csúcs
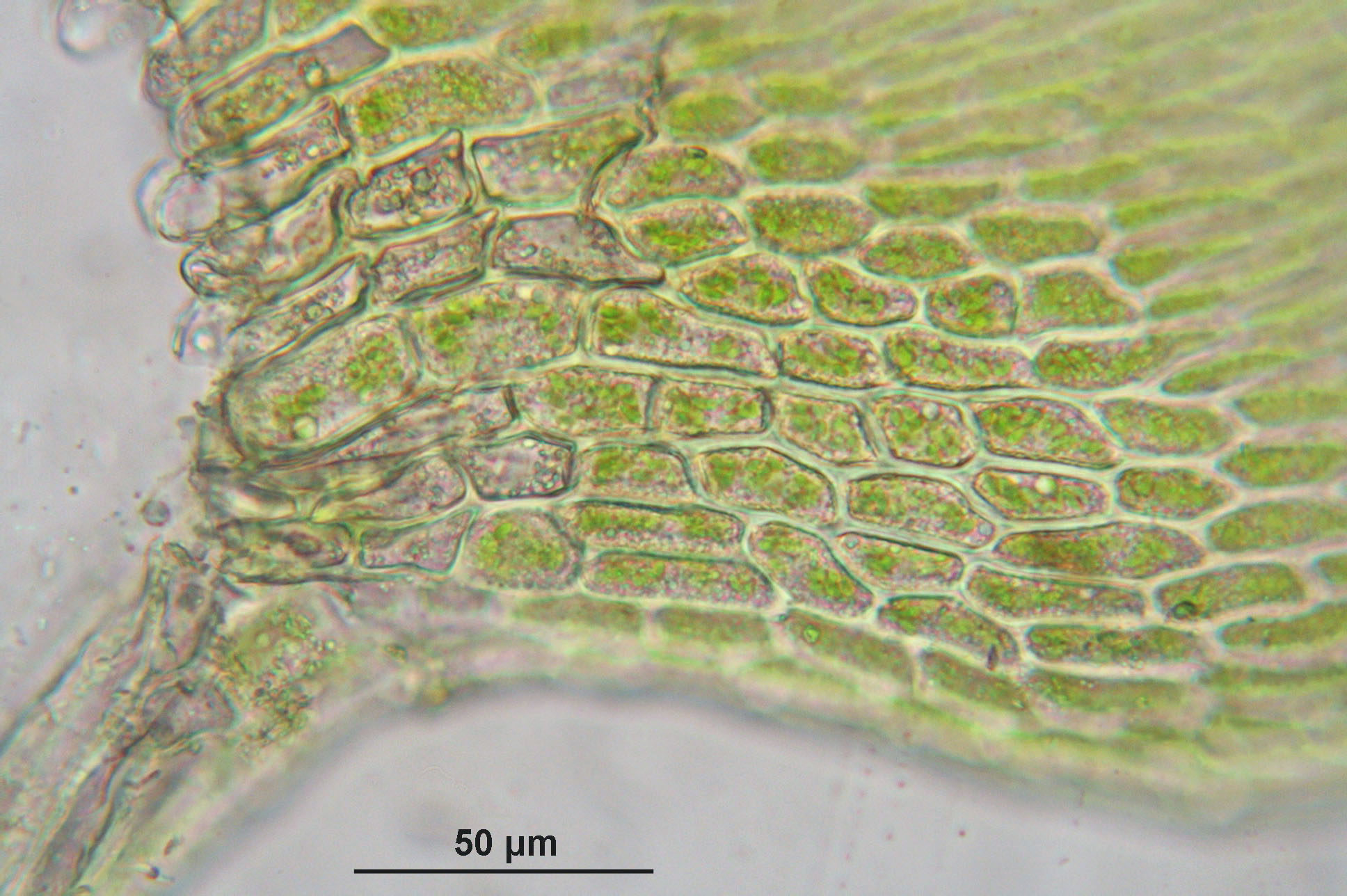
Saroksejtek a levélen 400x nagyításban

## Élőhelye, elterjedése
A közönséges csőrösmoha a tápanyagban gazdag, mérsékelten száraz, de inkább nedves talajokon szeret élni. A talaj kémhatásával szemben közömbös. Legtöbbször árnyékos erdőszéleken, agyagos talajon, kertekben, parkokban, árokpartokon gyakori.
Közönséges mohafaj, mely az egész északi feéltekén elterjedt Észak-Amerika kivételével. Magyarországon is nagyon gyakori, vörös listás besorolása: nem veszélyeztetett (LC).

## Fordítás
Ez a szócikk részben vagy egészben  a   Kleines_Schönschnabelmoos című német Wikipédia-szócikk ezen változatának fordításán alapul.  Az eredeti cikk szerkesztőit annak laptörténete sorolja fel. Ez a jelzés csupán a megfogalmazás eredetét és a szerzői jogokat jelzi, nem szolgál a cikkben szereplő információk forrásmegjelöléseként.

## Internetes hivatkozások
- BBS Field Guide - Eurhynchium hians (Angol oldal)

- Swiss Bryophytes - Eurhynchium hians (Svájci oldal)

- Bildatlas Moose - Eurhynchium hians (Német oldal)